# Raymonde Poncet-Monge
Pour les articles homonymes, voir Poncet et Monge.
Raymonde Poncet, née Monge le 1er août 1951, est une femme politique française. Membre des Écologistes (LÉ), elle est sénatrice du Rhône et de la métropole de Lyon depuis 2020.

## Biographie
Économiste au comité central d'entreprise de Renault Trucks jusqu'en 2014, et directrice de l'association d'aide à domicile SMD Lyon jusqu'en 2020 ,
Raymonde Poncet-Monge est membre d'Europe Écologie Les Verts (EÉLV). Elle est à ce titre élue le 27 mars 2011 conseillère générale aux élections cantonales pour le canton de Lyon-III (La Croix-Rousse). Son mandat prend fin le 31 décembre 2014 avec la disparition du canton et la création de la métropole de Lyon.

### Entrée au Sénat
Après s'être présentée sans succès comme tête de liste EÉLV aux élections sénatoriales de 2014 dans le Rhône, elle est élue sénatrice du Rhône et de la métropole de Lyon le 27 septembre 2020,, en deuxième position sur la liste d'union de la gauche conduite par Thomas Dossus. Elle siège dans le groupe écologiste – solidarités et territoires (GEST).

### Fonctions au Sénat
Au Sénat, elle occupe les fonctions suivantes :
- Vice-présidente de la commission des Affaires sociales[7]
- Membre de la délégation aux droits des femmes et à l'égalité des chances entre les hommes et les femmes[8]
- Secrétaire de la mission d'évaluation et de contrôle de la sécurité sociale
- Membre du groupe écologiste – solidarité et territoires